# Os Pescadores
Os Pescadores é um livro do escritor português Raul Brandão, publicado em 1923. Trata-se de um conjunto de crónicas que retratam a vida difícil dos pescadores portugueses, desde o Minho ao Algarve, detendo-se nalgumas comunidades piscatórias como Caminha, Póvoa de Varzim, Leixões, Murtosa, Mira, Nazaré, Peniche, Sesimbra e Olhão, entre outras. 
Ao longo da obra, Raul Brandão descreve paisagens, gentes e situações, sendo evidente a simpatia que nutre pela difícil vida de trabalho dos pescadores. Nesses retratos, não se esquece de utilizar as falas típicas e os dizeres pitorescos, aliados a descrições quase poéticas de grande beleza, num estilo de impressionismo pictural.